# Rajon Rezina
Der Rajon Rezina ist ein Rajon in der Republik Moldau. Die Rajonshauptstadt ist Rezina.

## Geographie
Der Rajon liegt im Osten des Landes am Fluss Dnister. Er grenzt an die Rajons Orhei, Șoldănești und Telenești sowie an das abtrünnige Gebiet Transnistrien. Die Landschaft ist überwiegend flach-hügelig mit durchschnittlichen Höhen zwischen 200 und 250 Meter. Eine ökologische Besonderheit sind die beiden zu Landschaftsschutzgebieten erklärten Seitentäler des Dnister bei den Klöstern Saharna und Țipova.

## Geschichte

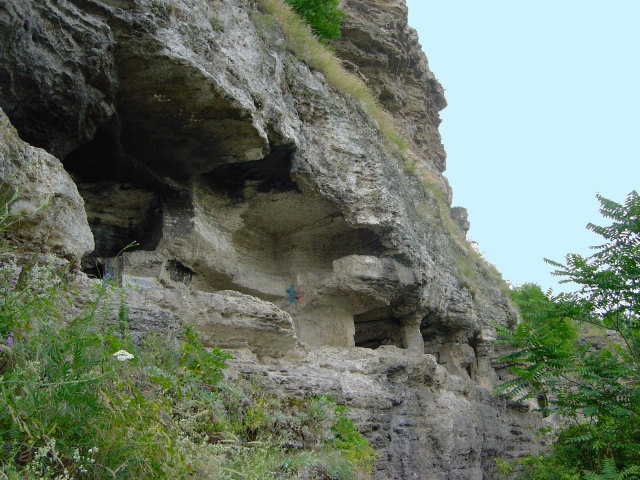
Felsenkloster bei Țipova

Der Rajon Rezina besteht seit 2003. Bis Februar 2003 gehörte das Gebiet zum inzwischen aufgelösten Kreis Orhei (Județul Orhei).

## Bevölkerung

### Bevölkerungsentwicklung
1959 lebten im Gebiet des heutigen Rajons 50.586 Einwohner. Bis 1970 stieg die Bevölkerungszahl auf 56.020. In den darauf folgenden Jahrzehnten sank die Einwohnerzahl jedoch, von 55.027 im Jahr 1979 bis zu 54.817 im Jahr 1989. Bei der Volkszählung 2004 lebten nur noch 48.105 Menschen im Rajon Rezina und damit bereits weniger als im Jahr 1959. 2014 lag sie bei 42.486.

### Volksgruppen
Laut der Volkszählung 2004 stellen die Moldauer mit 93,0 % die anteilsmäßig mit Abstand größte Volksgruppe, während sich landesweit 75,8 % als Moldauer bezeichneten. Die nationalen Minderheiten im Rajon Rezina bilden die Ukrainer mit 3,5 %, die Russen mit 2,3 %, die Rumänen mit 0,8 % sowie die Gagausen und Bulgaren mit jeweils 0,1 %.